# Лапина, Наталья Азариевна
Наталья Азариевна Лапина (род. 5 августа 1963 года, Горький) — советская и российская актриса театра и кино, эстрадная певица.

## Биография
Родилась 5 августа 1963 года в Горьком, в Сормовском районе. Окончила машиностроительный техникум, некоторое время проработала инженером на заводе.
В 1986 году окончила Горьковское театральное училище. После училища играла в 1986—1987 годах в Ленинграде в Театре имени Ленсовета, а в 1987—1988 годах — в Театре имени Ленинского комсомола в Ленинграде (с 1991 года — Балтийский дом).
С детства увлекалась танцами, пением. Выступала вокалисткой в любительских группах. С 1986 года снималась в кино. Известность получила благодаря работам в фильмах «Дон Сезар де Базан», «Руанская дева по прозвищу Пышка» и «Остров погибших кораблей». С 1989 года — актриса киностудии «Ленфильм». C 1991 была приглашена на съемки в Германию и продолжила творческую карьеру как певица. Два года работала в Германии, затем переехала в США. Здесь дважды выходила замуж: за шведского художника Маттиаса и американца Артура Вайнгартнера. Жила в Лас-Вегасе. После второго развода вернулась в Россию.
Была солисткой рок-групп «Адвокат» и «Рандеву». Сотрудничала с композитором и продюсером Игорем Матвиенко и поэтом-песенником Александром Шагановым, исполнила совместную песню с группой «Любэ». Написала песню для американского кинофильма «Поезд в ад».
В первом браке родила дочь Настю (род. 1999), которая живёт с отцом в Швеции.

## Награды и премии
- Премия «Шансон года» (2011, Россия).

## Фильмография
1. 1986 — Исключения без правил (новеллы «Голос», «Золотая пуговица») — эпизод (нет в титрах)
2. 1986—1988 — Жизнь Клима Самгина — Алина Телепнёва
3. 1987 — Кащей Бессмертный — Кащеевна (вокальную партию исполняет Елена Рубин)
4. 1987 — Остров погибших кораблей — Мэгги
5. 1988 — Будни и праздники Серафимы Глюкиной — Рита, соседка
6. 1988 — Государственная граница. На дальнем пограничье — Татьяна Агоронова, прапорщик погранвойск
7. 1988 — Мужчина для молодой женщины — Кама
8. 1988 — Собачье сердце — участница спиритического сеанса
9. 1988 — Хлеб — имя существительное
10. 1989 — Дни человека — Ася
11. 1989 — Дон Сезар де Базан — королева Испании Мария-Анна Нейбургская
12. 1989 — Поездка в Висбаден — Мария Николаевна Полозова
13. 1989 — Руанская дева по прозвищу Пышка — Элизабет Руссе — «Пышка» (вокал Ирины Отиевой)
14. 1989 — Штаны — певица
15. 1990 — Город
16. 1990 — Имитатор — Светка, актриса
17. 1992 — Официант! (нем. Herr Ober!; Германия) — Камилла Блейс
18. 1993 — Поезд в ад (англ. Night Train to Venice; Германия) — вокал
19. 1993 — Мариенгоф (Marienhof, Германия) — Наталия Йенсен
20. 1996 — По ту сторону желания[англ.] (англ. Beyond Desire; США) — Джоди
21. 1996 — Досье детектива Рокфорда: Ночная рыбалка (США) — певица в клубе
22. 1998 — Солдат удачи (англ. Soldier of Fortune, Inc.; сериал, Канада, США) — секретарь
23. 2001 — Убойная сила 2 (фильм 9-й, «Миссия выполнима») — Валерия Жаркова
24. 2015 — Крысы (англ. The Higher Mission; США, Россия) — Мадам Шефонская